# Stefana Veljković
Stefana Veljković (Svetozarevo, 9 de janeiro de 1990) é uma jogadora de voleibol sérvia que atua como central.
Atuando pela então seleção da Sérvia, conquistou a medalha de bronze no Campeonato Europeu de 2015, além de pódios em Copas do Mundo (prata em 2015) e Grand Prix (bronze em 2011 e 2013). Em 2016, obteve a medalha de prata nos Jogos Olímpicos do Rio após perder para a China na final por 3–1.. Em 2017 sagrou-se campeã europeia e foi eleita a melhor central do torneio. 
A nível de clubes, foi eleita a melhor sacadora da Copa CEV em 2010, quando defendia o Estrela Vermelha. Em 2018 conquistou pela seleção nacional o inédito título do Campeonato Mundial sediado no Japão.